# Kričke (Novska)
Kričke su naselje u Republici Hrvatskoj u Sisačko-moslavačkoj županiji, u sastavu grada Novske.

## Zemljopis
Kričke se nalaze sjeveroistočno od Novske na sjevernim padinama Kričkog brda.

## Stanovništvo
Prema popisu stanovništva iz 2011. godine Kričke su imale 23 stanovnika.
| broj stanovnika | 289   | 377   | 465   | 581   | 633   | 612   | 597   | 584   | 451   | 429   | 379   | 284   | 213   | 170   | 21    | 23    | 10    |
|                 | 1857. | 1869. | 1880. | 1890. | 1900. | 1910. | 1921. | 1931. | 1948. | 1953. | 1961. | 1971. | 1981. | 1991. | 2001. | 2011. | 2021. |